# Catie DeLoof
Catherine Elizabeth DeLoof, nota come Catie DeLoof (Grosse Pointe, 12 febbraio 1997), è una nuotatrice statunitense, vincitrice della medaglie di bronzo ai Giochi olimpici estivi di Tokyo 2020 nella staffetta 4x100 metri stile libero.

## Biografia
È sorella di Ali, Gabby e Jackie, anche loro nuotatrici di caratura internazionale. Intrattiene una relazione sentimentale con il nuotatore austriaco Felix Auböck.

## Palmarès
| Anno | Manifestazione      | Sede              | Evento           | Risultato | Prestazione | Note                     |
| ---- | ------------------- | ----------------- | ---------------- | --------- | ----------- | ------------------------ |
| 2019 | Universiade         | Napoli            | 4x100 m sl       | Oro       | 3'37"99     | Record delle Universiadi |
| 2019 | Universiade         | Napoli            | 4x200 m sl       | Oro       | 7'53"90     | [ 4 ]                    |
| 2019 | Universiade         | Napoli            | 4x100 m misti    | Oro       | 3'59"77     | [ 4 ]                    |
| 2021 | Giochi olimpici     | Tokyo             | 4x100 m sl       | Bronzo    | 3'34"80     | [ 4 ]                    |
| 2023 | Giochi panamericani | Santiago del Cile | 50 m sl          | Bronzo    | 24"88       |                          |
| 2023 | Giochi panamericani | Santiago del Cile | 100 m sl         | Bronzo    | 54"50       |                          |
| 2023 | Giochi panamericani | Santiago del Cile | 4x100 m sl       | Argento   | 3'38"42     |                          |
| 2023 | Giochi panamericani | Santiago del Cile | 4x100 m misti    | Argento   | 3'59"39     |                          |
| 2023 | Giochi panamericani | Santiago del Cile | 4x100 m sl mista | Argento   | 3'34"21     |                          |